# تاریخ زنان در آلمان
تاریخ زنان در آلمان شامل نقش‌های جنسیتی، شخصیت‌ها و جنبش‌های مربوط به زنان از دوران قرون وسطی تا به امروز در سرزمین‌های آلمانی‌زبان است.

## قرون وسطی

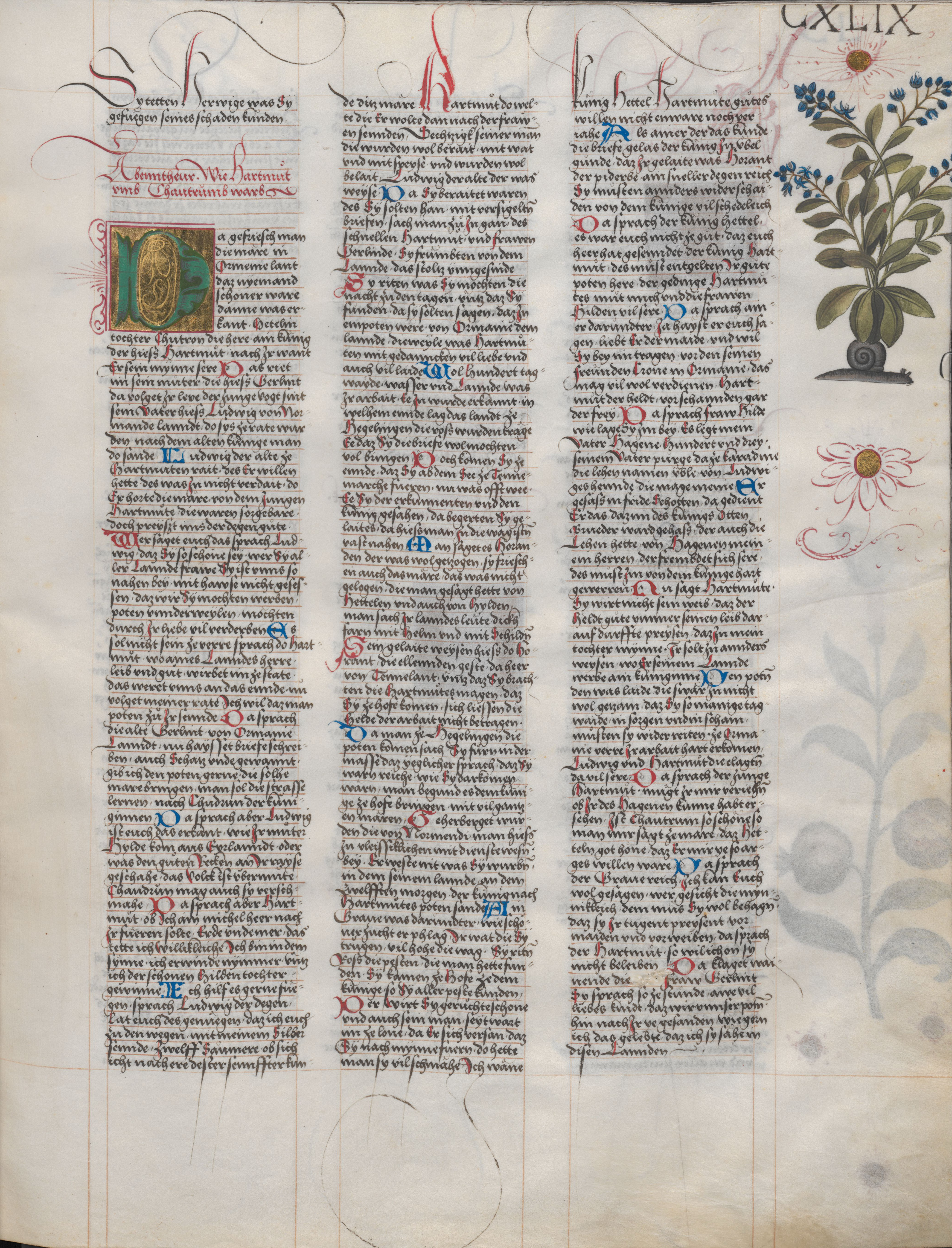
آمبرسر هلدنبوش، برگ ۱۴۹. کودرون. مجموعه حماسی اوایل قرن شانزدهم آمبرسر هلدنبوش که یکی از مهم‌ترین آثار ادبیات قرون وسطای آلمان به‌شمار می‌آید، تا حد زیادی بر شخصیت‌های زن متمرکز است (از جمله نسخه‌های سرود نیبلونگ‌ها، کودرون و شعر نیبلونگن‌کلاگه) و از مفهوم Frauenehre (افتخار زنان) در برابر افزایش زن‌ستیزی آن دوران دفاع می‌کند. این اثر توسط مالیات‌گیری به نام هانس رید در بولتسانو برای امپراتور ماکسیمیلیان یکم، امپراتور مقدس روم نوشته شد.

ملکه‌ها و امپراتریس‌های دودمان اتونی (از جمله ماتیلدا از رینگلهایم، آدلاید ایتالیا، تئوفانو، کونیگونده لوگزامبورگ) از قدرتمندترین زنان کل قرون وسطی به‌شمار می‌آمدند. امپراتریس‌های دودمان سالی نیز، اگرچه کمتر مورد توجه قرار گرفتند (به دلیل شرایط خاص)، اما همچنان قدرتمند بودند. برجسته‌ترین و بااستعدادترین آن‌ها احتمالاً گیزلا از شوابن بود. رئیس‌راهبه‌ها، به ویژه آن‌هایی که در صومعه‌های امپراتوری بودند، قدرت عظیمی در اختیار داشتند و نفوذ آن‌ها شامل حوزه‌های معنوی، اقتصادی، سیاسی و فکری می‌شد. ماتیلدا کوئدلینبورگ و ماتیلدا اسن نمونه‌های برجسته‌ای بودند. ماتیلدا کوئدلینبورگ در دوران سلطنت اتوی سوم به همراه آدلاید ایتالیا و تئوفانو مثلثی از نایبان سلطنت را تشکیل داد. در همین زمان، ماتیلدا اسن قدرت سیاسی عظیمی داشت و یکی از مهم‌ترین حامیان هنر بود. قرون بعدی شاهد زنانی بود که نه‌تنها حامی هنر بودند، بلکه خود به عنوان هنرمند و نویسنده نیز فعالیت می‌کردند.
هروسویتای گاندرزهایم، گربرگا دوم، رئیس صومعه گاندرزهایم، آوا، هیلدگارد بینگنی، الیزابت از شوناو، هراد از لاندسبرگ، مکتیلد از مگدبورگ، مکتیلد از هاکه‌بورن، گرترود بزرگ و آرگولا فون گمباخ از برجسته‌ترین نویسندگان زن در سراسر قرون وسطی بودند. این زنان در زمینه‌های متنوعی از جمله پزشکی، آهنگ‌سازی، نویسندگی مذهبی و سیاست حکومتی و نظامی فعالیت داشتند که نمونه بارز آن هیلدگارد بینگنی است. او به‌عنوان «بزرگ‌ترین عارف تاریخ» و یکی از «بزرگ‌ترین اندیشمندان غرب» ستایش شده است. از طریق منابعی مانند سالنامه‌های کوئدلینبورگ (منبع اصلی تاریخ اوتونی، که تحت سرپرستی رئیس دیر آدلاید قرار داشت و احتمالاً توسط کاتبان زن نوشته شده بود)، روشنفکران زن گزارش‌های خود را از تاریخ آلمان و اروپا به جا گذاشتند. آوا، نخستین شاعر زن آلمانی، همچنین نویسنده نخستین حماسه آلمانی و نخستین زنی بود که به یک زبان محاوره‌ای اروپایی نوشت.
قانون سالیک، که در بسیاری از مناطق اجرا می‌شد، زنان را از نظر حقوق مالکیت و ارث در وضعیت نامساعدی قرار می‌داد. بیوه‌های ژرمنی نیاز به قیم مرد داشتند تا نماینده آن‌ها در دادگاه باشند. برخلاف حقوق آنگلوساکسون یا قانون ویزیگوت‌ها، قانون سالیک زنان و نوادگان از خط مادری را از جانشینی سلطنتی محروم می‌کرد.
مقام امپراتوری انتخابی بود و در ابتدا قوانین سختگیرانه‌ای برای جانشینی آن وجود نداشت. در مورد تئوفانو، انتظار می‌رفت که در صورت نداشتن فرزند پسر از سوی اتوی دوم، او امپراتور شود. در دوره‌های بعدی، جانشینی امپراتوری به فرزندان از خط مادری نیز منتقل شد، مانند خاندان سالی که نوادگان اتوی یکم از طریق خط مادری بودند. زمانی که تاج‌وتخت امپراتوری تحت هابسبورگ‌ها تقریباً به ارثی تبدیل شد، تلاش کارل ششم برای جانشین کردن دخترش ماریا ترزا با موانع زیادی روبه‌رو شد. گرچه اکثر حکومت‌های اروپایی مصوبه پراگماتیک را به رسمیت شناختند، اما در عمل، ارثیه او همچنان مورد اختلاف بود. در نهایت، او سلطنت مجارستان، بوهمیا و اتریش را به دست آورد، درحالی‌که مقام امپراتوری انتخابی به شوهرش فرانتس یکم رسید.
وضعیت کلی زنان بسته به دوره‌های مختلف متفاوت بوده است. جستیس و گوریش بیان می‌کنند که منابع اوتونی هیچ‌گونه زن‌ستیزی را نشان نمی‌دهند و جامعه اساساً نقش‌ها و توانایی‌های زنان (به‌جز قدرت بدنی) را به رسمیت می‌شناخت، بنابراین موقعیت ویژه‌ای که معمولاً برای امپراتریس‌ها و ملکه‌ها در نظر گرفته می‌شد، در این زمینه برجسته به نظر نمی‌رسید. بر اساس گفته‌های ساگارا، جایگاه اجتماعی بر اساس نقش‌های نظامی و بیولوژیکی تعیین می‌شد، واقعیتی که در آیین‌های مربوط به نوزادان مشهود است، به‌طوری‌که نوزادان دختر نسبت به نوزادان پسر ارزش کمتری داشتند. استفاده از نیروی فیزیکی علیه همسران تا قرن هجدهم در قوانین باواریا مجاز بود.
مجموعه حماسی اوایل قرن شانزدهم، آمبرسر هلدنبوش، که یکی از مهم‌ترین آثار ادبیات قرون وسطایی آلمان محسوب می‌شود، عمدتاً بر شخصیت‌های زن تمرکز دارد (با متون برجسته‌ای همچون نسخه‌های آن از سرود نیبلونگ‌ها، کودرون و شعر نیبلونگن‌کلاگه) و از مفهوم Frauenehre (افتخار زنانه) در برابر زن‌ستیزی فزاینده آن زمان دفاع می‌کند. این اثر توسط جمع‌آوری‌کننده مالیات، هانس رید، در بولتسانو برای امپراتور ماکسیمیلیان یکم، امپراتور مقدس روم نوشته شد.
- ماتیلدا از رینگلهایم، نخستین ملکه اوتونی
- صلیب اتو و ماتیلدا، سفارش داده‌شده توسط ماتیلدا، رئیس صومعه اسن، یکی از شخصیت‌های تأثیرگذار دوران اوتونی
- کدکس هیتدا از قرن یازدهم، سفارش داده‌شده توسط هیتدا، رئیس صومعه مشده
- کدکس اوتا، سفارش داده‌شده توسط اوتا، رئیس صومعه نیدرمونستر
- هورطوس دلسیاروم، گردآوری‌شده توسط هراد از لاندسبرگ
- گیزلا از شوابن، امپراتریس خاندان سالی
- کدکس گیزله، خلق‌شده توسط هنرمند گیزلا از کرتسن‌بروک
- آمبرسر هلدنبوش، برگ ۱۴۹، کودرون

## دوران مدرن اولیه
قبل از قرن ۱۹، زنان جوان تحت اقتدار اقتصادی و انضباطی پدران خود زندگی می‌کردند تا زمانی که ازدواج می‌کردند و تحت کنترل شوهرانشان قرار می‌گرفتند. برای تضمین یک ازدواج موفق، زنان نیاز داشتند که جهیزیه‌ای قابل توجه به همراه داشته باشند. در خانواده‌های مرفه، دختران جهیزیه خود را از خانواده دریافت می‌کردند، در حالی که زنان فقیر نیاز داشتند که برای پس‌انداز کردن حقوق خود کار کنند تا شانس بهتری برای ازدواج داشته باشند. طبق قوانین آلمان، زنان حقوق مالکیتی بر جهیزیه و ارثیه‌های خود داشتند که مزیت ارزشمندی بود، زیرا نرخ بالای مرگ و میر منجر به ازدواج‌های پیاپی می‌شد. قبل از سال ۱۷۸۹، بیشتر زنان در محدوده دایره خصوصی جامعه، خانه، زندگی می‌کردند. ساگارا یادآور می‌شود که عصر روشنگری تغییرات زیادی برای زنان نیاورد: مردان، از جمله علاقه‌مندان به روشنگری، بر این باور بودند که زنان به‌طور طبیعی برای نقش‌های اصلی همسری و مادری مقدر شده‌اند. در میان طبقات تحصیل‌کرده، باور بر این بود که زنان باید به اندازه کافی تحصیل کرده باشند تا بتوانند گفت‌وگوهایی هوشمندانه و دلپذیر با شوهران خود داشته باشند. با این حال، زنان طبقات پایین‌تر انتظار می‌رفت که از نظر اقتصادی تولیدکننده باشند تا به شوهرانشان در تأمین معاش کمک کنند. تعطیلی صومعه‌ها به دلیل اصلاحات پروتستانی، به همراه تعطیلی دیگر بیمارستان‌ها و مؤسسات خیریه، تعداد زیادی از زنان را مجبور به ازدواج کرد. در حالی که کنیزهای کشیش‌ها پیش از آن پذیرفته شده بودند، ازدواج لزوماً لکه ننگ همخوابی با کشیش‌ها را از بین نمی‌برد، و همچنین یک زن نمی‌توانست دستمزد معینی که ممکن بود یک خدمتکار زن از آن برخوردار باشد را مطالبه کند. ازدواج‌های کشیش‌های پروتستانی به ابزاری برای خانواده‌های بورژوازی شهری تبدیل شد تا تعهد خود را به اصلاحات نشان دهند.
طبق گفته کی گودمن، محققان فمینیست آغاز ادبیات زنان آلمانی (که راه را برای فمینیسم قرن نوزدهم هموار کرد) به دوران رمانتیسیسم (قرن هجدهم) نسبت می‌دهند. دوروتی ارکسلبن، اولین زن پزشک آلمانی، محدودیت‌های اجتماعی را در مورد نقش زنان که آن‌ها را فقط به عنوان همسر، مادر و مراقب تعریف می‌کرد، به چالش کشید.
بین قرن شانزدهم و هجدهم تعداد زیادی از زنان به عنوان سرپرستان سرزمینی وجود داشتند. تا قرن هجدهم، معمولاً زنان نخبه تنها می‌توانستند قدرت سیاسی (مانند ماریا ترزا یا دوشس ماریا آنتونیا؛ کاترین کبیر که از نظر قومی آلمانی بود اما قدرت سیاسی را در روسیه به دست آورد) در نام شوهران و پسران خود به دست آورند. 
امپراتریس الئونور مگدالن از نوبرگ یکی از قدرتمندترین همسران سلطنتی هابسبورگ بود.
فرایند حذف سرپرستی جنسیتی یک روند پیچیده بود که عمدتاً به نفع زنان کارآفرین بود. برخی از برجسته‌ترین زنان کارآفرین آلمانی این دوره شامل گلوکل از هاملن، آنا واندنهوک، کارولین کاولا، آلتا هانیل، هلن آمالی کروپ بودند.
کاترینا هنوت، که احتمالاً نخستین رئیس پست آلمان بود، در میانه یک نبرد قانونی میان خانواده‌اش و خانه تورن و تاکسی به اتهام جادوگری اعدام شد. پست امپریالی پست‌دار از سال ۱۶۲۱ به‌صورت موروثی از طریق خط زنانه به ارث رسید (این موقعیت در سال ۱۶۱۵ از طریق خط مردانه موروثی شد). در سال ۱۶۲۸، خانه تورن و تاکسی، که قبلاً نام خانوادگی او de Rye بود، به عنوان رئیس پست امپراتوری منصوب شد.

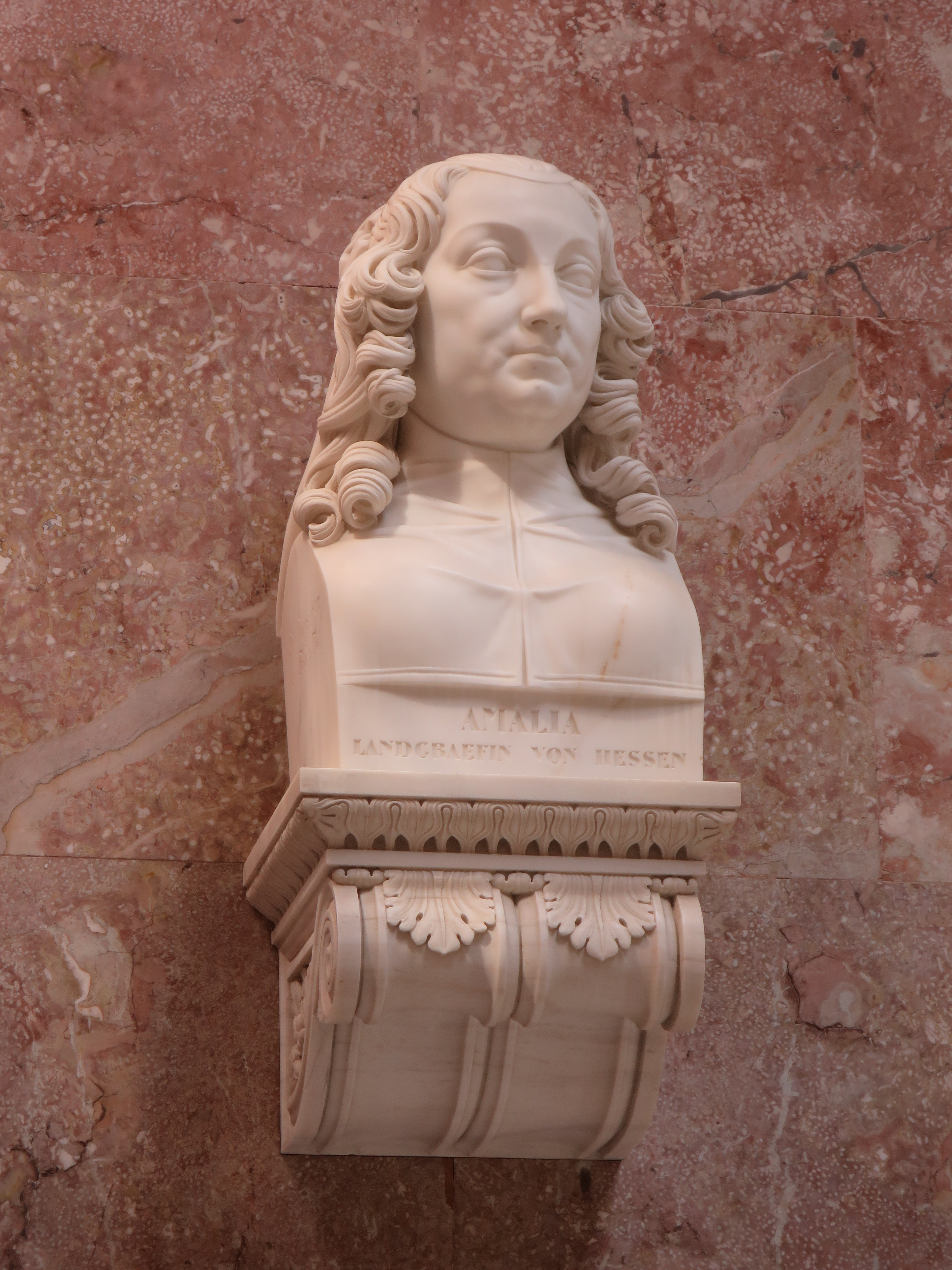
مجسمه آمالی از هسن کاسل در معبد والهالا. او یکی از سه نفر اولیه‌ای بود که در این معبد قرار گرفت، همراه با ماریا ترزا و کاترین کبیر. اکنون شش نفر در این معبد قرار دارند.
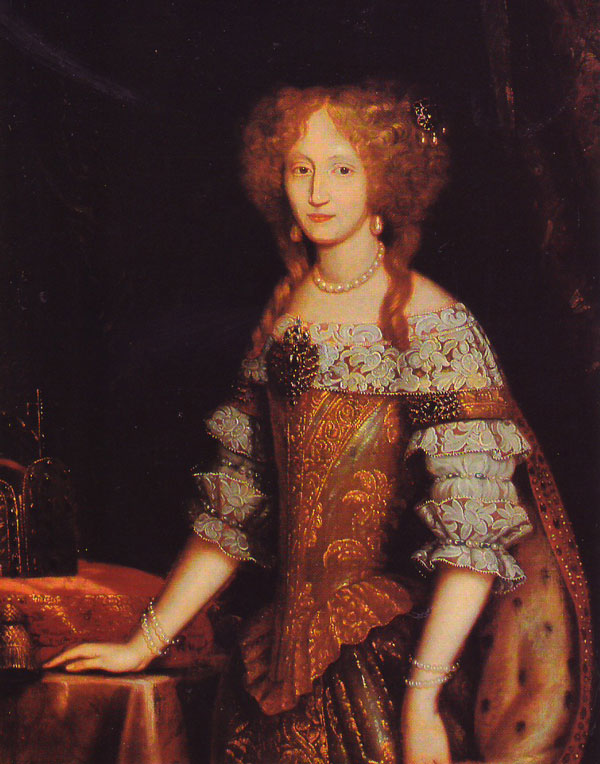
امپراتریس الئونور مگدالن از نوبرگ
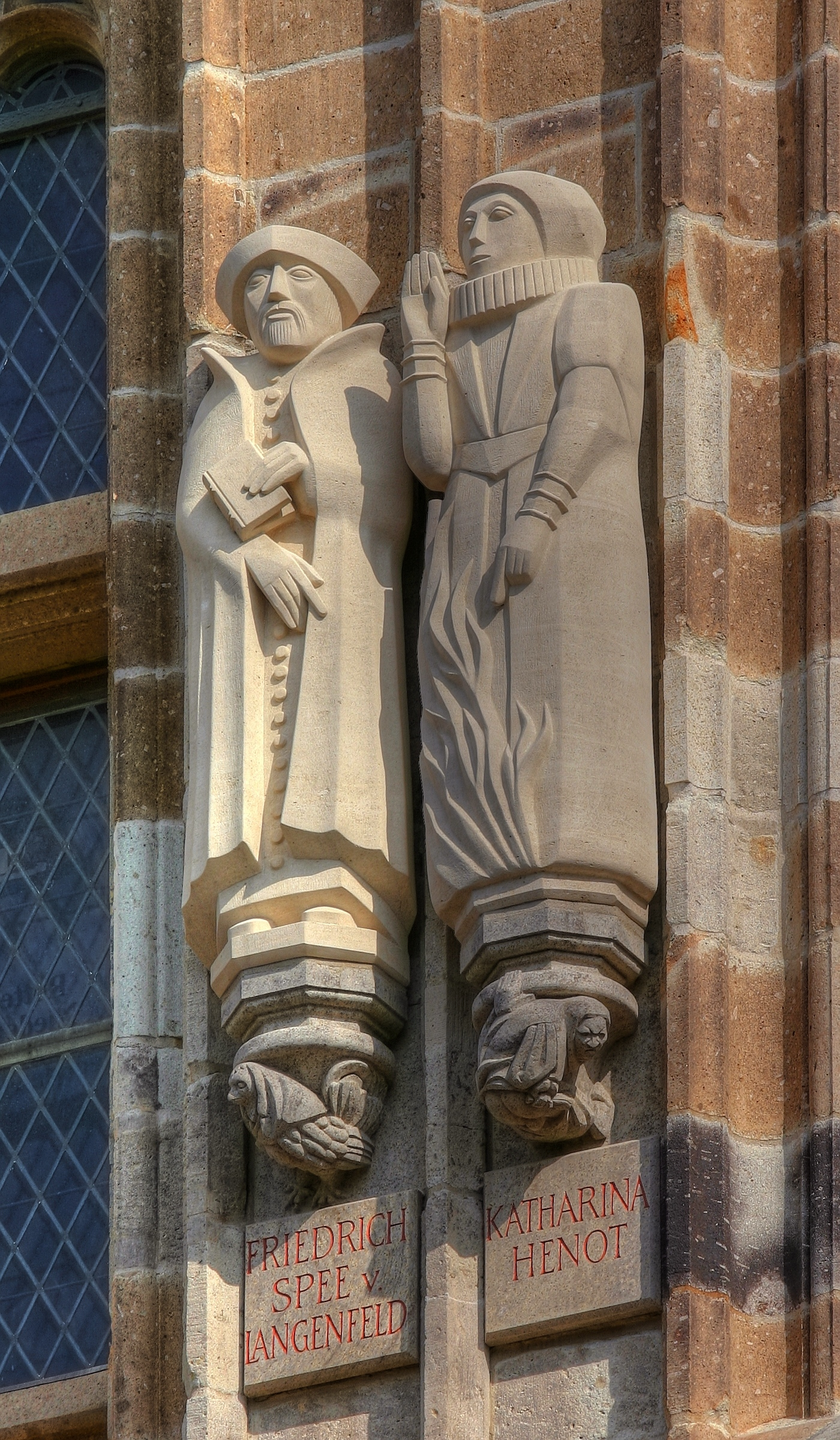
کاترینا هنوت (راست)، احتمالاً نخستین رئیس پست آلمان، قربانی برجسته شکار جادوگری. فرد تصویر شده فردریش اسپی فون لانگنفلد است. مرگ‌های هنوت و دیگر قربانیان بی‌گناه الهام‌بخش او برای نوشتن اثرش Cautio Criminalis بود.
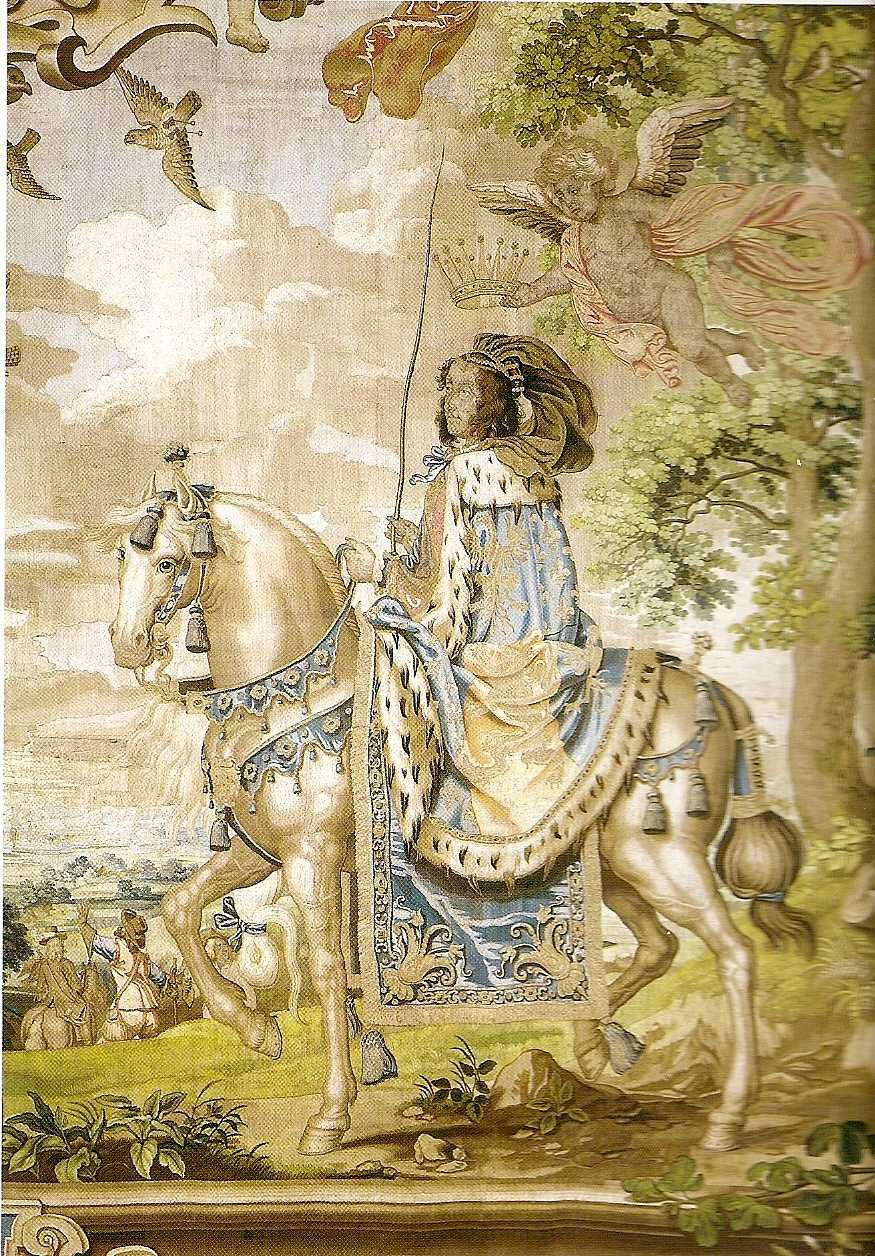
الکساندرین از تاکسی، رئیس پست امپراتوری
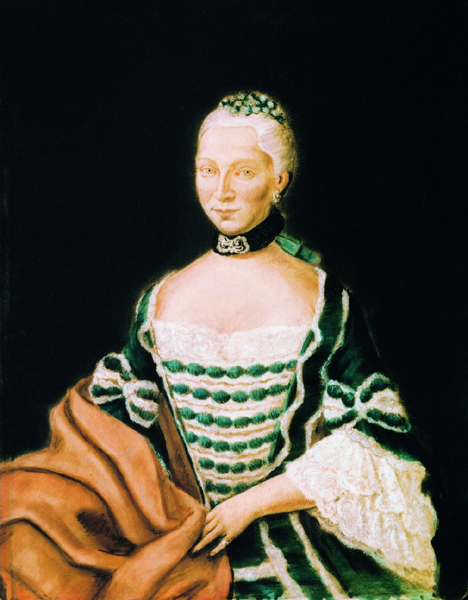
آلتا هانیل،  غول تجارت و حمل‌ونقل برجسته
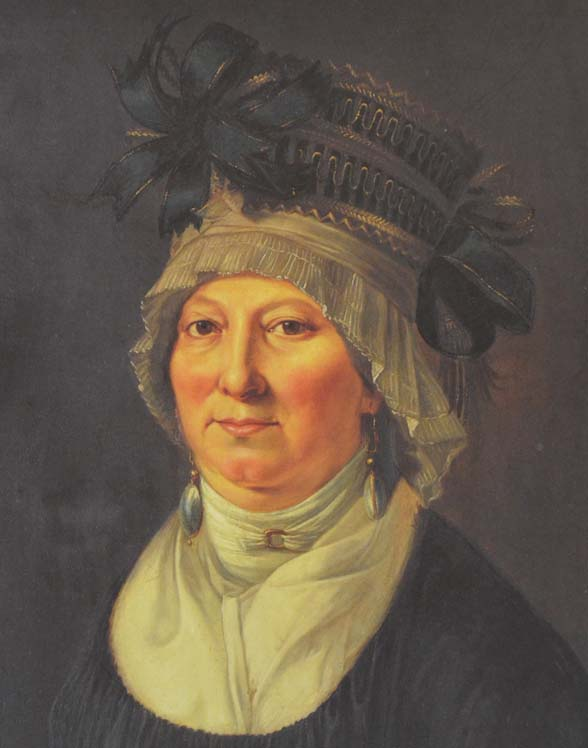
کارولین کاولا، یکی از برجسته‌ترین یهودیان دربار در زمان خود

## سده ۱۹ تا اوایل ۲۰

### زنان برجسته
مهم‌ترین زنانی که با جنبش رمانتیک مرتبط بودند، آهنگساز، تصویرگر و نویسنده بتینا فون آرنیم و شاعر کارولین فون گندروده بودند که یک شبکه هم‌جنس‌گرا بین زنان اندیشمند ایجاد کردند.
در قرن نوزدهم، سالون‌های ادبی (که معمولاً تحت رهبری زنان اداره می‌شدند) نقش مهمی در تمدن‌سازی جامعه ایفا کردند. در سایه اتو فون بیسمارک، سالونیست‌ها ماری فون شلینیتز و آنا فون هلمهولتز دایره‌های علمی موفق و تأثیرگذاری را با ایده‌های لیبرالی رهبری کردند.
فانی مندلسون و کلارا شومان دو آهنگساز برجسته قرن نوزدهم بودند، اگرچه آن‌ها تنها پس از مرگ‌شان شناخته شدند.
امی نوتر که اغلب بزرگ‌ترین ریاضیدان زن تاریخ شناخته می‌شود، شاخه‌های جدیدی از جبر را توسعه داد.
آملی دِ دیترین یکی از صنعت‌گران مهم دوران ناپلئونی بود. الیزابت برنبرگ، وارث خانواده خانواده برنبرگ، یک بانکدار برجسته بود. تِرِز کروب نقش مهمی در توسعه خاندان تجاری کروب ایفا کرد.

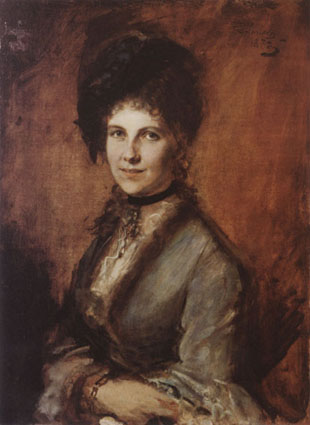
ماری فون شلینیتز، قدرتمندترین سالونیست در برلین در دوران بیسمارک. «هر کسی که به سالون انحصاری خانم فون شلینیتز پذیرفته می‌شد، آزمون پذیرش برای جامعه بالاتر پروس را گذرانده بود».
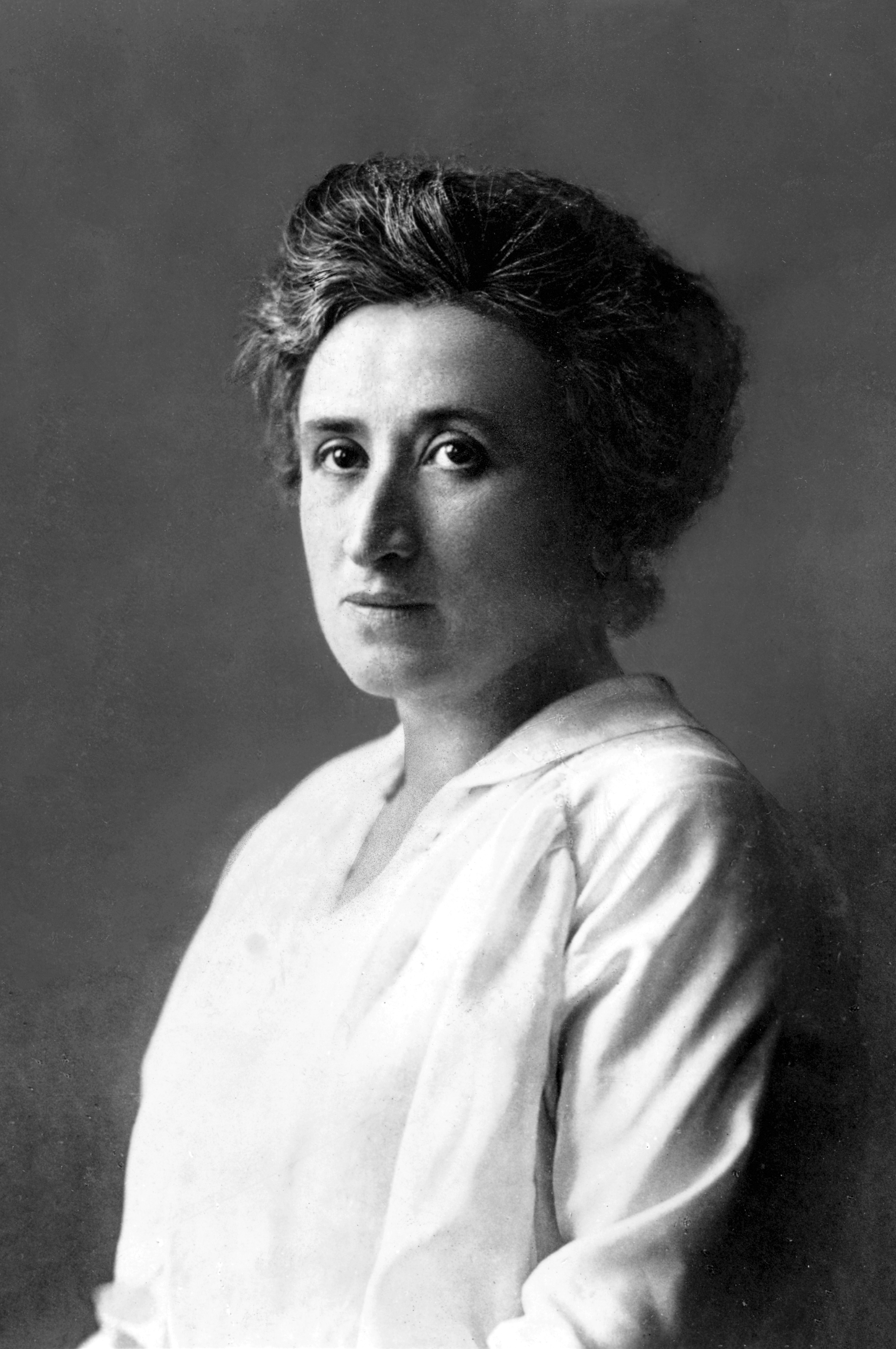
رزا لوکزامبورگ، انقلابی لهستانی-آلمانی
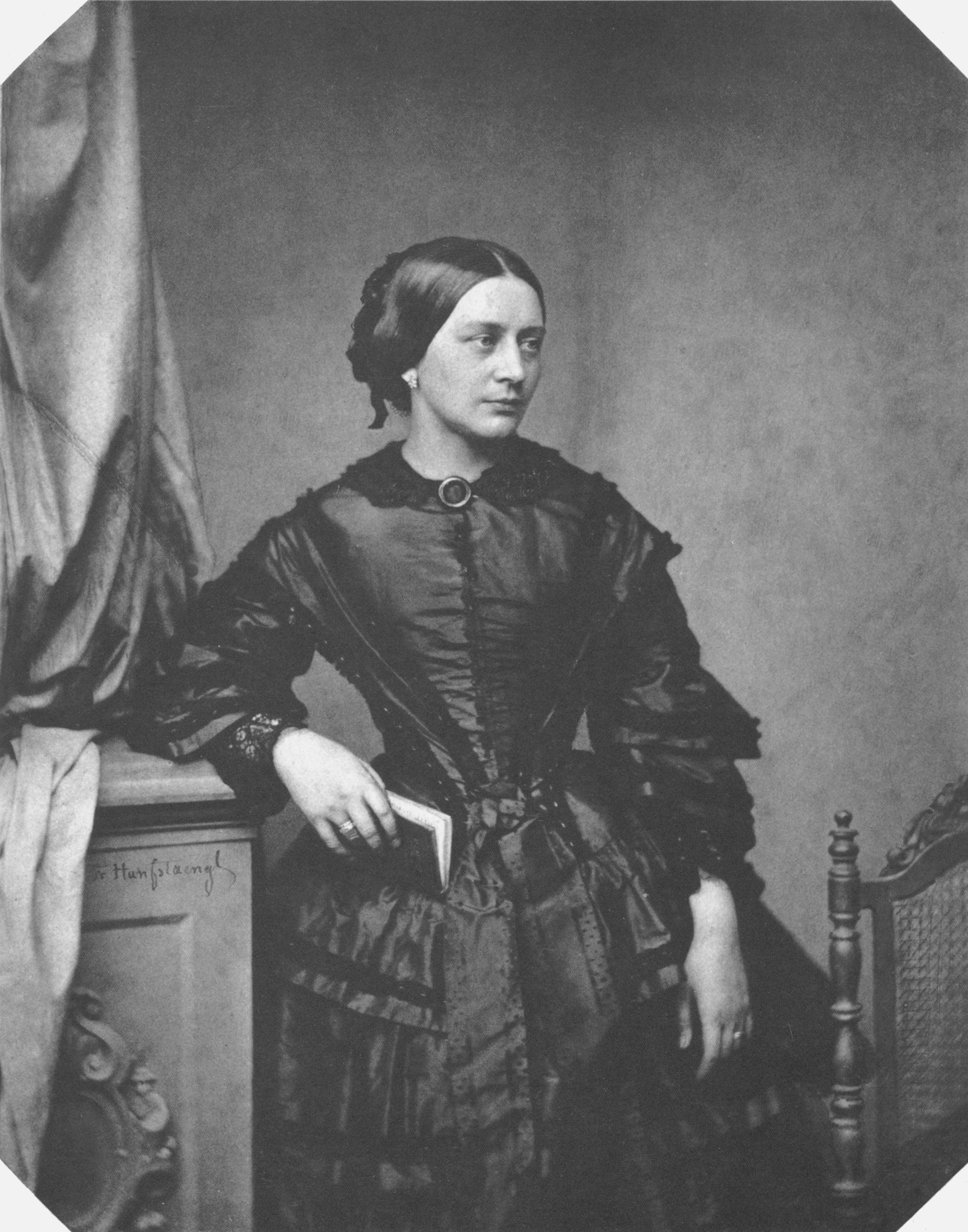
کلارا شومان، آهنگساز و پیانیست
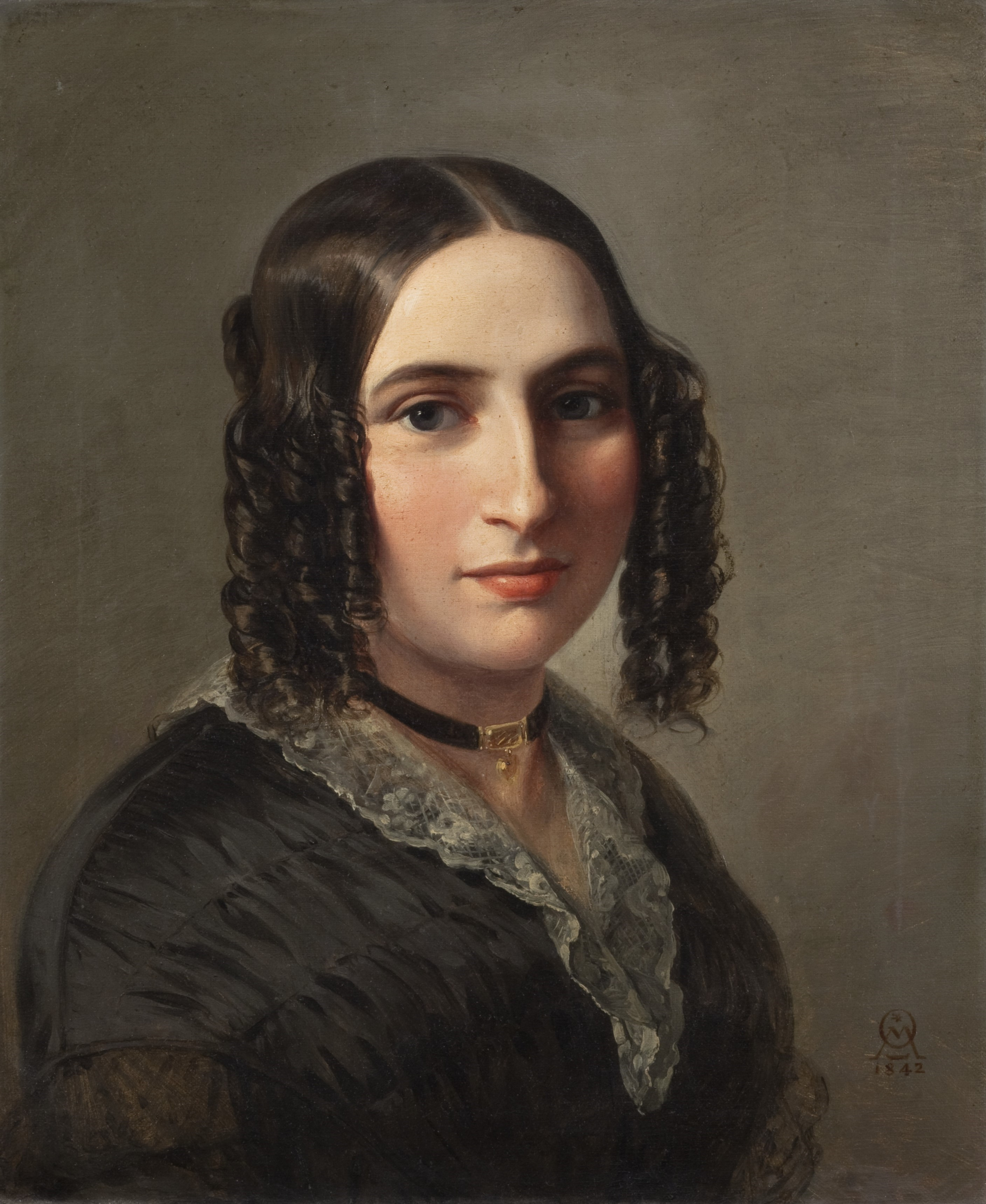
فانی مندلسون
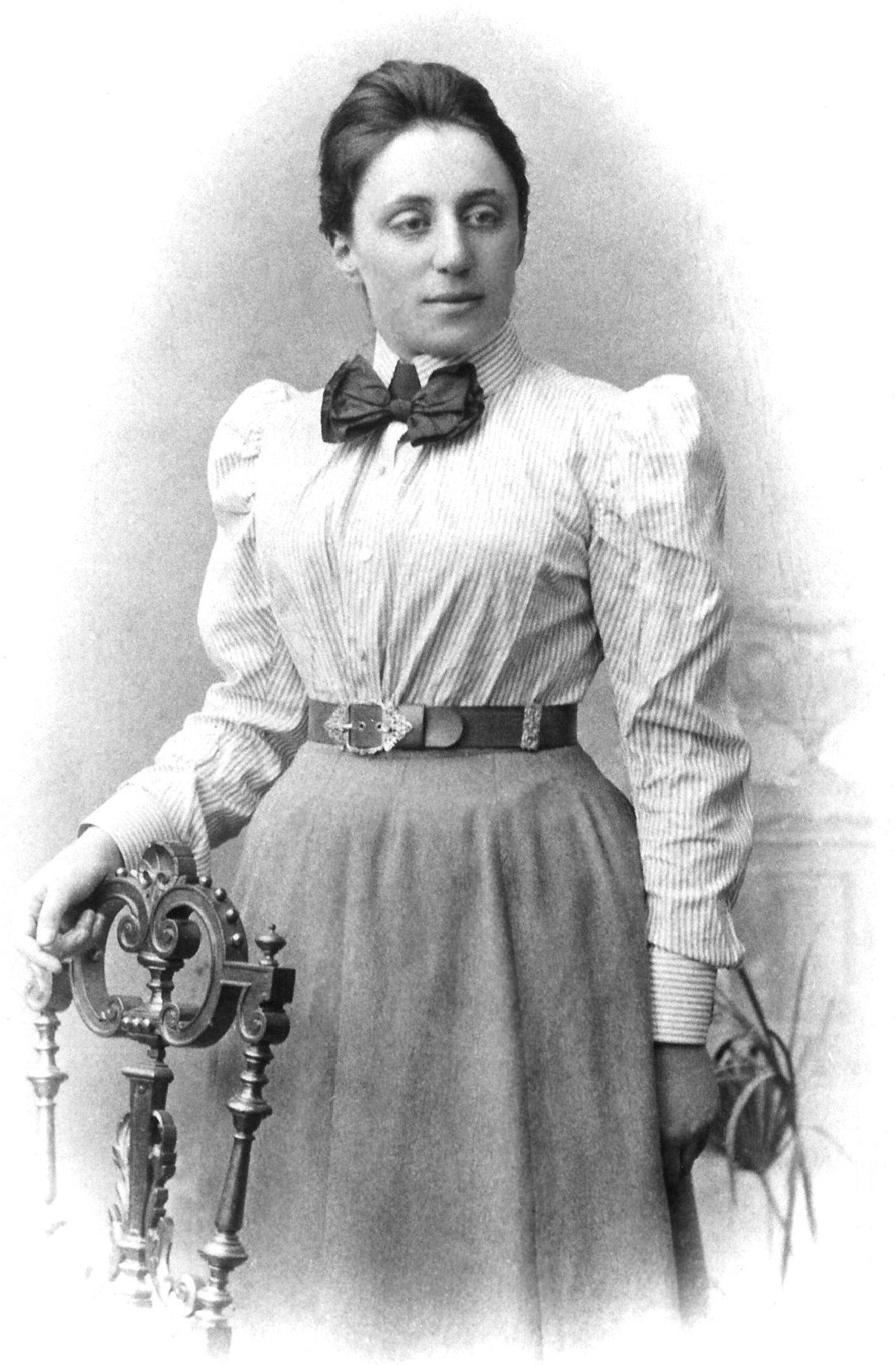
امی نوتر
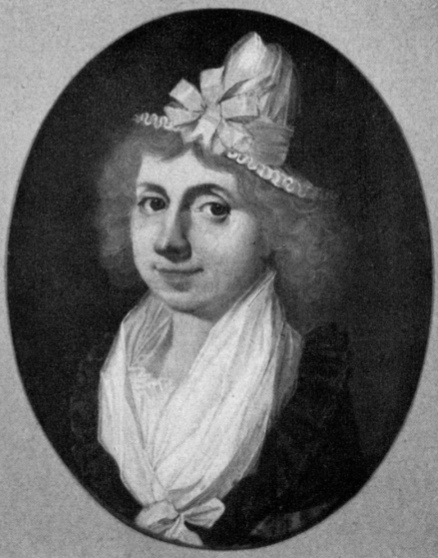
الیزابت برنبرگ
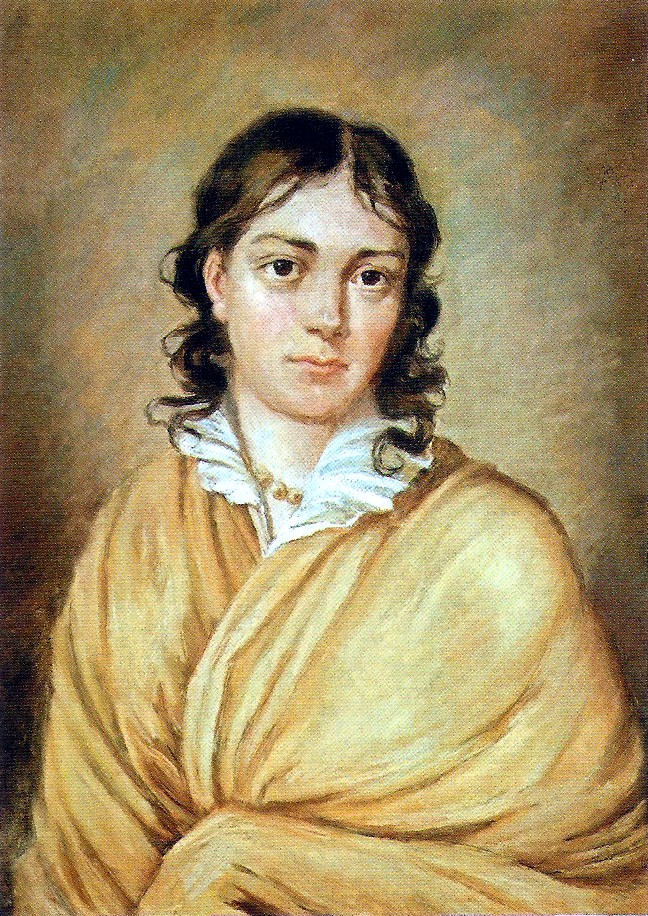
بتینا فون آرنیم

### ارزش‌های بورژوایی در آلمان روستایی گسترش یافت

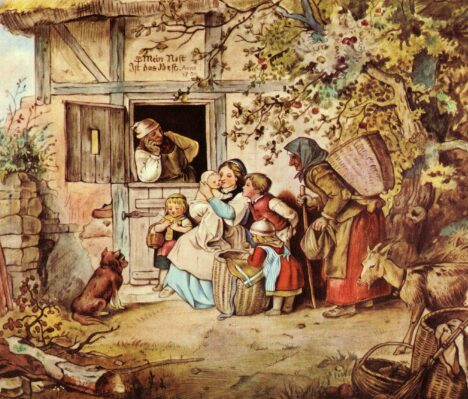
"لانه من بهترین است" اثر آدریان لودویگ ریختر، ۱۸۶۹، تصویری رمانتیک از خانواده هسته‌ای در حال ظهور که به سوی درون‌گرایی پیش می‌رود

یکی از تغییرات اجتماعی مهم در فاصله سال‌های ۱۷۵۰ تا ۱۸۵۰، بسته به منطقه، پایان سیستم خانه بزرگ ("گانتس هاوس") بود، جایی که خانواده صاحب‌خانه در یک ساختمان بزرگ با خدمتکاران و صنعتگران استخدامی‌اش زندگی می‌کردند. آن‌ها سازماندهی‌های جدیدی برای زندگی پیدا کردند. دیگر همسر صاحب‌خانه مسئول مدیریت همه زنان در خانواده‌های مختلف داخل خانه بزرگ نبود. در سیستم جدید، صاحب‌خانه‌ها به حرفه‌ای‌تر شدن و سودگراتر شدن روی آوردند. آن‌ها مزارع و بخش‌های بیرونی خانه را طبق دستورها فناوری، علم و اقتصاد مدیریت می‌کردند. همسران کشاورز مسئول مراقبت از خانواده و بخش داخلی خانه بودند که استانداردهای سختی از تمیزی، نظم و صرفه‌جویی بر آن اعمال می‌شد. نتیجه این تغییرات گسترش ارزش‌های بورژوایی شهری به روستاهای آلمان بود.
خانواده‌های ضعیف‌تر اکنون به‌طور جداگانه با دستمزد زندگی می‌کردند و باید به خودشان نظارت، مراقبت از سلامت، تحصیل و دوران پیری را فراهم می‌کردند. در عین حال، به دلیل گذار جمعیتی، تعداد فرزندان کاهش یافته و این امکان را فراهم کرد که توجه بیشتری به هر کودک معطوف شود. به تدریج، خانواده‌های طبقه متوسط به حریم خصوصی و درون‌گرایی بیشتر ارزش می‌دادند و ارتباطات بیش از حد با دنیای کار را کنار می‌گذاشتند. علاوه بر این، طبقات کارگر، طبقه متوسط و طبقه بالا از نظر فیزیکی، روانی و سیاسی بسیار از هم جدا شدند. این امر به ظهور سازمان‌های طبقه کارگر کمک کرد و به کاهش مذهب‌گرایی در میان طبقه کارگر منجر شد که دیگر تحت نظارت روزانه قرار نمی‌گرفتند.

### گذار جمعیتی
این دوره شاهد گذار جمعیتی در آلمان بود. این گذار از نرخ‌های بالای تولد و مرگ به نرخ‌های پایین تولد و مرگ بود، زیرا کشور از یک اقتصاد کشاورزی پیش‌صنعتی به یک سیستم مدرن کشاورزی و اقتصادی صنعتی شهری در حال رشد سریع تبدیل شد. در قرون پیش، کمبود زمین به این معنا بود که همه نمی‌توانستند ازدواج کنند و ازدواج‌ها پس از ۲۵ سالگی انجام می‌شد. پس از سال ۱۸۱۵، افزایش بهره‌وری کشاورزی به معنای تأمین غذای بیشتر و کاهش قحطی‌ها، اپیدمی‌ها و سوءتغذیه بود. این امر باعث شد که زوج‌ها زودتر ازدواج کنند و فرزندان بیشتری داشته باشند. ازدواج‌های ترتیب‌شده کم‌کم غیررایج شد زیرا جوانان حالا می‌توانستند شریک زندگی خود را انتخاب کنند، البته تحت نظارت والدین. نرخ بالای تولد با نرخ بسیار بالای مرگ و میر نوزادان و مهاجرت، به‌ویژه پس از حدود سال ۱۸۴۰، که عمدتاً به آلمانی آمریکایی‌ها بود، جبران شد. طبقات بالا و متوسط شروع به اعمال کنترل بر تولد کردند و کمی بعد کشاورزان نیز چنین کردند.

### جنبش‌های حقوق زنان
فرایند وحدت آلمان پس از ۱۸۷۱ به شدت تحت سلطه مردان بود و به موضوع «وطن‌پرستی» و مسائل مربوط به مردان مانند توانایی نظامی اولویت می‌داد. با این حال، زنان طبقه متوسط در Bund Deutscher Frauenvereine، اتحادیه سازمان‌های فمینیستی آلمان (BDF) عضو شدند. این سازمان که در سال ۱۸۹۴ تأسیس شد، از ۱۹۰۷ تا ۱۹۳۳ که رژیم نازی آن را منحل کرد، شامل ۱۳۷ گروه حقوق زنان بود. BDF به سازمان‌های زنان که از دهه ۱۸۶۰ شروع به شکل‌گیری کرده بودند، جهت‌دهی ملی داد. از ابتدا، BDF یک سازمان بورژوایی بود که اعضای آن در تلاش برای برابری با مردان در زمینه‌هایی مانند آموزش، فرصت‌های مالی و زندگی سیاسی بودند. زنان طبقه کارگر خوش‌آمد گفته نمی‌شدند؛ آن‌ها توسط سوسیالیست‌ها سازماندهی می‌شدند.
سازمان‌های رسمی برای ترویج حقوق زنان در دوره ویلهلمینی رشد کردند. فمینیست‌های آلمانی شروع به برقراری ارتباط با فمینیست‌های کشورهای دیگر کرده و در رشد سازمان‌های بین‌المللی مشارکت کردند.

### تحصیل
در کتاب «جنسیت در آموزش، یا فرصتی برابر برای دختران» (۱۸۷۳)، معلم آمریکایی ادوارد اچ. کلارک به تحقیق دربارهٔ استانداردهای آموزشی در آلمان پرداخت. او دریافت که تا دهه ۱۸۷۰، آموزش رسمی برای دختران طبقات متوسط و بالای جامعه در شهرهای آلمان به یک هنجار تبدیل شده بود، هرچند این آموزش با شروع دوران قاعدگی دختران که معمولاً در سن ۱۵ یا ۱۶ سالگی اتفاق می‌افتاد، پایان می‌یافت. پس از این سن، آموزش آن‌ها ممکن بود در خانه با معلمان خصوصی یا از طریق سخنرانی‌های گاه‌به‌گاه ادامه یابد. کلارک نتیجه گرفت که «مشخصاً این باور که آموزش یک پسر و یک دختر باید یکسان باشد و اینکه این یکسان بودن به معنای همان چیزی است که برای پسر است، هنوز در ذهن آلمانی‌ها نفوذ نکرده است. این تفکر هنوز شکل نگرفته است که آموزش باید برای هر دو جنس یکسان باشد.»
آموزش برای دختران کشاورز رسمی نبود و آن‌ها مهارت‌های کشاورزی و خانه‌داری را از والدین خود می‌آموختند. این آموزش‌ها آن‌ها را برای زندگی پر از کار سخت در مزرعه آماده می‌کرد. در سفری به آلمان، کلارک مشاهده کرد که:
«دختران کشاورز و زنان آلمانی در زمین و مغازه‌ها با مردان کار می‌کنند و مانند مردان هستند. هیچ‌کس که بازوهای قوی و ماهیچه‌ای آن‌ها را دیده باشد نمی‌تواند شک کند که آن‌ها با چه نیرویی بیل و تبر را به کار می‌برند. یک بار در خیابان‌های کوبلنتس، یک زن و یک الاغ را دیدم که به یک گاری بسته شده بودند، در حالی که یک مرد با شلاق در دست، تیم را هدایت می‌کرد. تماشاگران به نظر نمی‌رسید که به این گروه متحرک به عنوان یک منظره غیرمعمول نگاه کنند.»
دختران طبقات متوسط و بالای جامعه شروع به فشار آوردن به خانواده‌ها و دانشگاه‌ها برای فراهم کردن دسترسی به آموزش عالی کردند. آنیتا آسپیورگ، اولین زن فارغ‌التحصیل دانشگاه در آلمان، با مدرک حقوق از دانشگاه زوریخ در سوئیس فارغ‌التحصیل شد. چندین زن آلمانی دیگر که نتوانستند وارد دانشگاه‌های آلمان شوند، به دانشگاه زوریخ رفتند تا تحصیلات خود را ادامه دهند. در سال ۱۹۰۹، دانشگاه‌های آلمان سرانجام اجازه ورود زنان به دانشگاه‌ها را صادر کردند، اما زنان فارغ‌التحصیل اجازه نداشتند شغل خود را در حرفه حقوقی شروع کنند، زیرا آن‌ها از «ممنوعیت کار در بخش خصوصی و پست‌های اداری عمومی برای وکلا» برخوردار بودند. اولین سازمان حقوقی کمک به زنان توسط ماری استریت در سال ۱۸۹۴ تأسیس شد؛ تا سال ۱۹۱۴، ۹۷ چنین سازمان‌های حقوقی وجود داشت، که برخی از آن‌ها از فارغ‌التحصیلان زن حقوق استفاده می‌کردند.
زنان طبقه متوسط پایین‌تر معمولاً شغل‌هایی در نقش‌های مشاور تغذیه و دستیاران غذایی پیدا می‌کردند. این مشاغل به لطف توسعه سریع علم تغذیه و شیمی غذایی ممکن شد. پزشکان همچنین توجه بیشتری به رژیم غذایی داشتند و بر این باور بودند که ترکیب انتخاب علمی مواد اولیه و آماده‌سازی با کیفیت بالا برای بیماران با اختلالات متابولیکی مفید است. منشأ اجتماعی این زنان از طبقه متوسط پایین‌تر باعث می‌شد که مشاوران تغذیه هرگز وضعیت حرفه‌ای دریافت نکنند.

## دوره وایمار ۱۹۱۹–۱۹۳۳
دوره وایمار (۱۹۱۹–۱۹۳۳) به‌طور کلی زمان مناسبی برای زنان آلمانی بود، اگرچه در سال‌های ابتدایی دوران تورم و همچنین سال‌های بحران اقتصادی در انتهای دوره مشکلات اقتصادی شدیدی وجود داشت. هنگامی که دولت‌های جمهوری‌خواه به‌طور ناگهانی و غیرمنتظره در سال ۱۹۱۹ به تمام زنان حق رای دادند، گروه‌های زنان محافظه‌کار که مخالف حق رأی بودند، مواضع خود را تغییر داده و خود را در مسئولیت‌های مدنی جدیدشان مشغول کردند، با تأکید بر برنامه‌های آموزشی دربارهٔ چگونگی رأی دادن. بزرگ‌ترین گروه زنان، انجمن زنان پروتستان (Evangelische Frauenhilfe) با سرعت و موفقیت اعضای خود را بسیج کرد. میزان مشارکت زنان در ژانویه ۱۹۱۹، ۸۲ درصد بود.
فرصت‌های آموزشی که از دهه ۱۸۸۰ و ۱۸۹۰ شروع به باز شدن کرده بودند، اکنون به ثمر نشسته و زنان به‌طور چشمگیری از دانشگاه‌ها و مدارس فنی فارغ‌التحصیل می‌شدند. آنها شروع به پیشه‌های حرفه‌ای کردند، اما معمولاً این مسیرها به دلیل سیاست‌های واکنشی رژیم نازی پس از ۱۹۳۳ مختل شد.

## دوره نازی ۱۹۳۳–۱۹۴۵

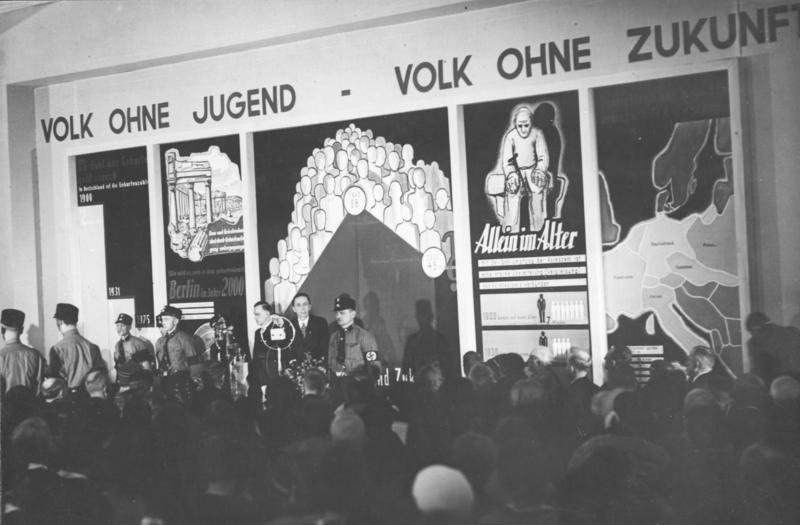
افتتاح نمایشگاه Die Frau, Frauenleben und -wirken in Familie, Haus und Beruf (زنان: زندگی زنان، نقش آنها در خانواده، خانه و کار) در کایزر دام، ۱۸ مارس ۱۹۳۳، با وزیر تبلیغات یوزف گوبلز

تاریخ‌نگاران توجه خود را به نقش زنان در سال‌های نازی معطوف کرده‌اند.
زنان در آلمان نازی تابع اصول ایدئولوژی‌های حزب ناسیونال سوسیالیست کارگران آلمان بودند که ترویج می‌کرد زنان از دنیای سیاسی کنار گذاشته شوند. در حالی که حزب نازی اعلام کرد که «زنان نه می‌توانند به هیئت اجرایی حزب و نه به کمیته اداری وارد شوند»، این امر مانع از آن نشد که بسیاری از زنان به عضویت حزب درآیند. ایدئولوژی نازی‌ها نقش مردان آلمانی را ارتقا داده و بر مهارت‌های رزمی و برادری میان هموطنان مرد تأکید می‌کرد.
زنان در رژیمی زندگی می‌کردند که ویژگی آن سیاستی بود که آنها را به نقش‌های مادر و همسر محدود کرده و از تمام موقعیت‌های مسئولیت‌پذیر، به ویژه در حوزه‌های سیاسی و علمی، کنار می‌گذاشت. سیاست نازیسم تضاد شدیدی با تکامل آزادی‌خواهی تحت جمهوری وایمار داشت و از نظر نگرش‌های پدرسالارانه و محافظه‌کارانه در دوران امپراتوری آلمان (۱۸۷۱–۱۹۱۹) نیز قابل تمایز بود. سازمان‌دهی زنان در قلب سازمان‌های ماهواره‌ای حزب نازی، همچون اتحادیه دختران آلمان یا اتحادیه زنان ناسیونال سوسیالیست, هدف نهایی خود را تقویت انسجام «جامعه مردم» Volksgemeinschaft می‌دانست.
اولین و مهم‌ترین جنبه در ایدئولوژی نازی‌ها در مورد زنان، مفهوم مادری و باروری برای کسانی بود که در سن باروری بودند. زن نازی مدل کار نمی‌کرد و مسئولیت آموزش فرزندان خود و خانه‌داری را بر عهده داشت. زنان تنها حق آموزش محدود در زمینه وظایف خانگی داشتند و به مرور از تدریس در دانشگاه‌ها، مشاغل پزشکی و از پذیرفتن مسئولیت‌های سیاسی در داخل NSDAP منع شدند. بسیاری از محدودیت‌ها هنگامی که ضرورت‌های جنگی نیاز به تغییر سیاست‌ها را در پایان رژیم ایجاب کرد، لغو شدند.

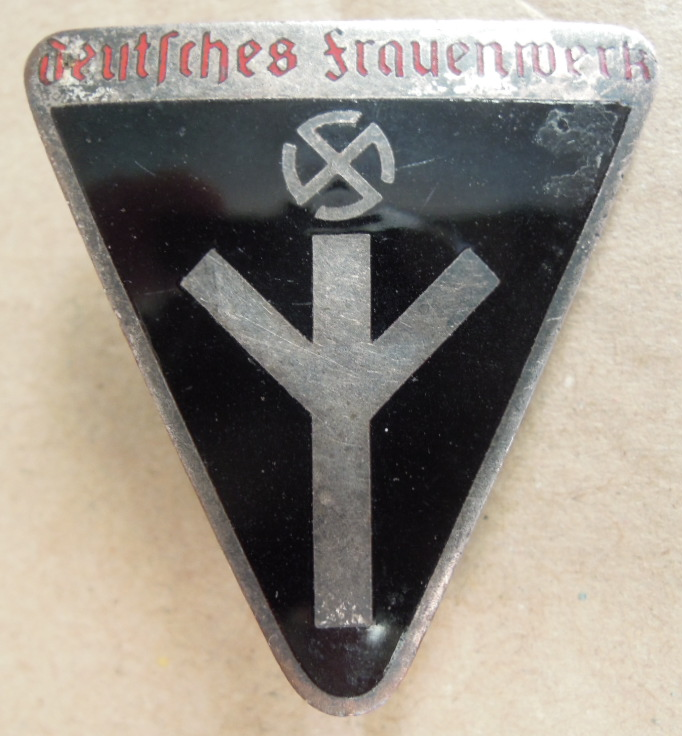
نشان عضویت Deutsches Frauenwerk، یک انجمن نازی برای زنان که در اکتبر ۱۹۳۳ تأسیس شد

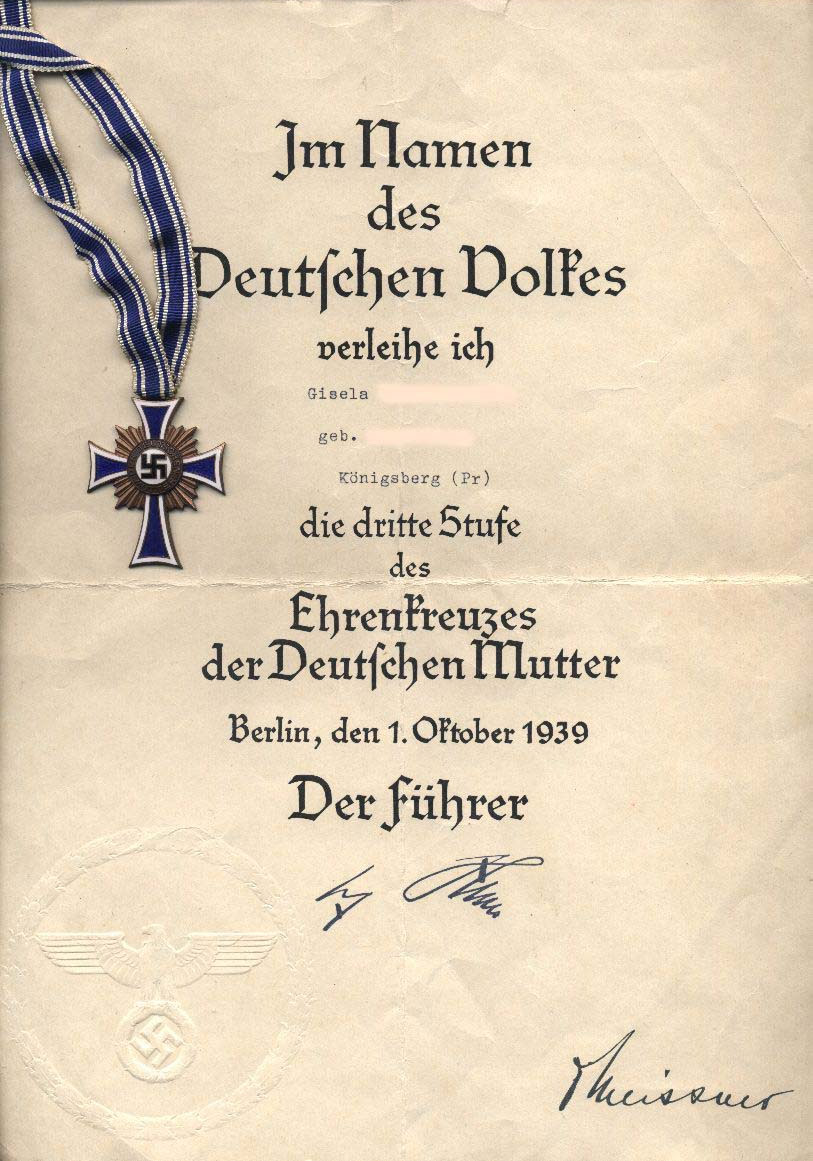
گواهی صلیب افتخار مادر آلمانی در دوران جنگ جهانی دوم

### سیاست‌های واپس‌گرایانه

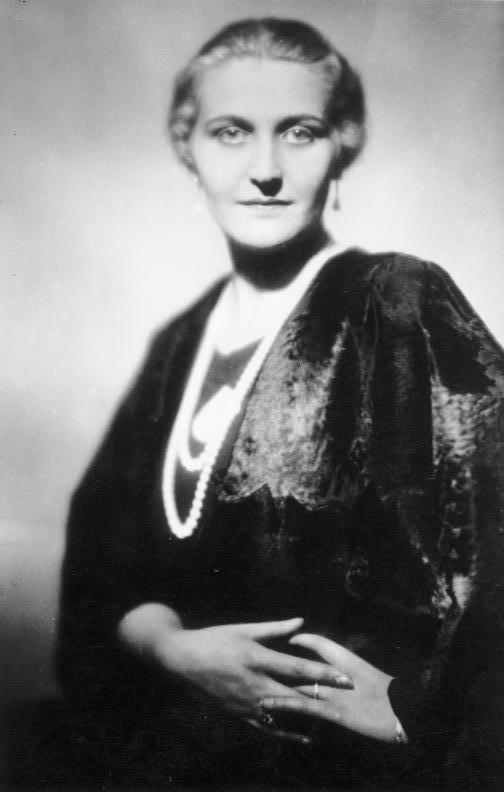
ماگدا گوبلز (۱۹۴۱)

تاریخ‌نگاران توجه ویژه‌ای به تلاش‌های آلمان نازی برای معکوس کردن دستاوردهای زنان قبل از ۱۹۳۳ داشته‌اند، به ویژه در جمهوری نسبتاً لیبرال جمهوری وایمار. به نظر می‌رسد که نقش زنان در آلمان نازی بسته به شرایط تغییر کرده است. نظریه‌پردازان نازی‌ها معتقد بودند که زنان باید تابع مردان باشند، از شغل و حرفه دوری کنند، خود را به بارداری و پرورش کودکان اختصاص دهند و همراهی برای پدر مسلط سنتی در خانواده سنتی باشند.
با این حال، پیش از ۱۹۳۳، زنان در سازمان نازی نقش‌های مهمی ایفا می‌کردند و به آن‌ها اجازه داده می‌شد که برخی خودمختاری داشته باشند تا زنان دیگر را بسیج کنند. پس از آنکه هیتلر در ۱۹۳۳ به قدرت رسید، زنان فعال با زنان بوروکراتی که بر فضائل زنانه، ازدواج و زایمان تأکید می‌کردند جایگزین شدند. با آماده‌سازی آلمان برای جنگ، تعداد زیادی از زنان به بخش عمومی وارد شدند و با نیاز به بسیج کامل کارخانه‌ها در ۱۹۴۳، از تمام زنان خواسته شد تا در دفاتر کاری ثبت‌نام کنند. دستمزد زنان همچنان نابرابر باقی ماند و زنان از تصدی موقعیت‌های رهبری یا کنترل منع شدند. تعداد زیادی از زنان آلمانی در نقش‌های تابع مانند منشی‌ها و کارمندان پرونده، در سازمان‌های جنگی از جمله نگهبانان در سیستم اردوگاه‌های کار اجباری، اردوگاه‌های اعدام و هولوکاست ایفای نقش می‌کردند.

### خلبانان زیبا
به جز Reichsführerin گرترود شولتس کلینک، هیچ زنی اجازه انجام وظایف رسمی نداشت؛ با این حال، برخی استثنائات در رژیم وجود داشت، چه از طریق نزدیکی آن‌ها به آدولف هیتلر، مانند ماگدا گوبلز، یا از طریق درخشیدن در زمینه‌های خاص، مانند فیلم‌ساز لنی ریفنشتال یا خلبان هانا رایچ.
چند زن برای اهداف تبلیغاتی از محدودیت‌ها معاف بودند. رژیم نازی بر پیشرفت‌های فناوری، به ویژه در هوانوردی، تأکید می‌کرد و خلبانان زن را به عنوان محور تبلیغات خود قرار داد. این «سفیران پرنده» به خارج از کشور فرستاده می‌شدند تا به عنوان خلبان شهروندی برنامه‌های اقتصادی و سیاسی برلین را تبلیغ کنند. تکثیر خلبانان زن آلمانی در دهه ۱۹۲۰ و اوایل دهه ۱۹۳۰ حضور گسترده‌تری از آموزش خلبانان مرد به عنوان افسران آینده لوفت وافه را پنهان می‌کرد. محیط هوانوردی به شدت مردانه بود و به حضور زنان خصمانه بود، اما به زور با تلاش‌های تبلیغاتی همراه شد. برلین از توجه عظیمی که این زنان دریافت می‌کردند بهره‌برداری می‌کرد و آن‌ها را به عنوان شاهدی بر عظمت هوانوردی آلمان معرفی می‌کرد. اما تا سال ۱۹۳۵، آلمان لوفت وافه خود را ساخته بود و تنها به نمایش قدرت از طریق هوانوردی علاقه داشت و دیگر نیازی به زنان نداشت. اما در سال ۱۹۴۴، با اعلام «جنگ تمام‌عیار»، زنان برای خدمت در واحد حمل و نقل لوفت وافه و آموزش پروازی به عنوان مربی گلیدر جذب شدند. هانا رایچ (۱۹۱۲–۷۹) خلبان زن مشهور آلمان بود. در دوران نازی، او به عنوان نماینده وفادار در سطح بین‌المللی خدمت می‌کرد. او به‌طور خاص سیاسی نبود. پس از جنگ، او توسط وزارت امور خارجه آلمان غربی به عنوان مشاور فنی در غنا و دیگر مناطق در دهه ۱۹۶۰ حمایت شد.
بسیاری از زنان در نقش‌های ستادی در دل سیستم نازی قرار داشتند، از جمله در پست‌های کوچک در اردوگاه‌های کار اجباری آلمان نازی. چند نفر از آن‌ها به‌طور مخفیانه در مقاومت آلمان درگیر شدند و با جان خود بهای آن را پرداختند، مانند Libertas Schulze-Boysen و سوفی شول.

### خدمت نظامی در جنگ جهانی دوم
در سال‌های ۱۹۴۴–۴۵ بیش از ۵۰۰٬۰۰۰ زن به عنوان کمکی‌های لباس‌پوشیده داوطلب در نیروهای مسلح آلمان (ورماخت) خدمت کردند. حدود همین تعداد در دفاع هوایی غیرنظامی خدمت کردند، ۴۰۰٬۰۰۰ نفر به عنوان پرستار داوطلب شدند و بسیاری دیگر جایگزین مردان به خدمت در اقتصاد جنگی پرداختند. در لوفت وافه آن‌ها در نقش‌های جنگی خدمت کردند و به عملیاتی کردن سیستم‌های ضدهوایی که بمب‌افکن‌های متفقین را سرنگون می‌کردند کمک کردند.

## دهه ۷۰ میلادی تاکنون
تا سال ۱۹۷۷، زنان متأهل در آلمان غربی بدون اجازه از شوهران خود نمی‌توانستند کار کنند.
از سال ۱۹۱۹ تا دهه ۱۹۸۰، زنان حدود ۱۰ درصد از اعضای بوندستاگ را تشکیل می‌دادند. حزب سبز یک سهمیه ۵۰ درصدی داشت که این آمار را افزایش داد. از اواخر دهه ۱۹۹۰، زنان به یک حجم بحرانی در سیاست آلمان دست یافته‌اند.
حضور بیشتر زنان در دولت از سال ۲۰۰۰ به بعد ناشی از تغییر نسلی است. آنها از نهادهای ابتدایی به نهادهای پیشرفته‌تر پیش رفته‌اند. در حالی که جناح چپ پیشتاز بود، حزب محافظه‌کار CDU/CSU سخت کوشید تا در نمایندگی زنان به رقابت بپردازد. با کسب بیش از ۳۰٪ از کرسی‌های بوندستاگ در سال ۱۹۹۸، زنان به حجم بحرانی در نقش‌های رهبری در ائتلاف احزاب سوسیال دموکرات و سبز دست یافتند. در سطح ایالتی، نسبت زنان بین ۲۰ تا ۴۰ درصد متغیر بود. زنان در مقامات عالی توانسته‌اند اصلاحات مهمی در زمینه‌های جنسیتی و عدالت؛ تحقیق و فناوری؛ خانواده و شغل؛ سلامت، رفاه و حمایت از مصرف‌کننده؛ توسعه پایدار؛ کمک‌های خارجی؛ مهاجرت؛ و حقوق بشر به پیش ببرند.
صدراعظم آنگلا مرکل که از ۲۰۰۵ تا ۲۰۲۱ صدراعظم آلمان بود، در میان مردم بسیار محبوب است و توسط تحلیلگران نیز تحسین می‌شود که موفقیت او در ساختن ائتلاف‌ها، تمرکز بر مسائل روز و تغییر موضع خود به‌عنوان نیاز، مورد توجه قرار گرفته است.